# Joos Banckersplantsoen
Het Joos Banckersplantsoen is een open ruimte in Amsterdam-West. Het is per deelraadbesluit op 14 mei 2001 vernoemd naar admiraal Joos Banckers.

## Ligging en geschiedenis
Het plantsoen ligt ingesloten tussen de Jan van Galenstraat (zuid), Admiralengracht (west), Joos Banckersweg (oost) en Erasmusgracht (noord).
Er lagen hier eeuwenlang tuinderijen. Het gebied hoorde toe aan de gemeente Sloten, totdat de gemeente Amsterdam het in 1921 annexeerde voor woningbouw. Die woningbouw zou nog wel even op zich laten wachten op een kleine strook langs de Admiraal de Ruijterweg na. In het Algemeen Uitbreidingsplan van Cor van Eesteren werd de ruimte hier vrijgehouden voor een sportpark. In 1939 werd de Joos Banckersweg aangelegd. Het terrein werd Sportpark Joos Banckersweg, waarop mede de korfbalvereniging AKC Blauw-Wit haar wedstrijden voerde/voert.
Begin 21e eeuw werden deze sportterreinen opnieuw bekeken en opnieuw ingericht, mede als gevolg van ruimtegebrek voor woningbouw in de stad. De sportterreinen krompen ten faveure van de woningbouw, geïnitieerd door Stichting Woningbedrijf Amsterdam (huurwoningen) en Amstelland Ontwikkeling Wonen BV (koopwoningen). Er kwam aan de randen in de vorm van strokenbouw langs Erasmusgracht en Jan van Galenstraat en een soort woontorens langs de Admiralengracht. Architect van het geheel getiteld "Appartementenpark Erasmus" was Peter Defesche van OD 205 Architectuur. De gebouwen werden rond 2004 opgeleverd. Midden op het terrein van het plantsoen staat dan al de uit 1973 stammende sporthal (adres Joos Banckersweg 18a), die het plantsoen in tweeën snijdt. Om de noordelijke ruimte op te vullen is er een speelplaats aangelegd; ten zuiden van de sporthal liggen nog sportvelden. Arcam beschreef de architectuur als sterk ritmische gevelbeeld en een overgang tussen historische en moderne bouw.
Het plein is administratief ingedeeld in de wijk Landlust in Bos en Lommer, waarvan beide namen al zeventig jaar ouder zijn. De woningen zijn genummerd 1 tot en met 127.

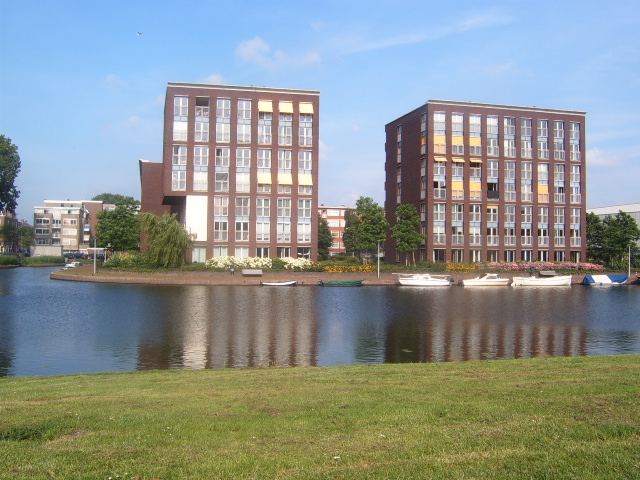
Twee torens gezien vanuit het Erasmuspark (2007)